# Битва при Трей-Груиннерте
Битва при Трэй-Груинарте, или по-шотландски-гэльски Blàr Tràigh Ghruineart, или иногда называемая битвой при Груинарт-Странде, — битва шотландских кланов, произошедшая 5 августа 1598 года на острове Айлей, на Гебридских островах. Битва велась между кланом Макдональд и кланом Маклейн. Трайг или стоянка — это ровный участок земли, граничащий с водоемом, пляжем или береговой линией.

## История
Остров Айлей принадлежал клану Макдональдов, лидером которого был сэр Джеймс Макдональд, 9-й из Даннивега, сын вождя клана Ангуса Макдональда, который, возможно, уже заключил в тюрьму своего отца, и племянник сэра Лахлана Мора Маклейна.
Сэр Лахлан Мор Маклейн утверждал, что остров принадлежит его клану, и высадил около 800—1000 человек в Лох-Груиннерте. Макдональд предложил своему дяде половину острова только на всю жизнь Маклейна, но он отказался, если не получил весь остров.
У Джеймса Макдональда было меньше войск, но они были хорошо обучены. Союзники клана Макдональда послали людей из Кинтайра и Аррана, в том числе клан Макалистер, которым руководил Ангус МхикМуирич из Аррана. Силы Макдональда симулировали отступление к заходящему солнцу, а затем развернулись, чтобы сражаться, глядя на солнце в глаза врагу. Макдональды одержали победу, а Маклины потерпели поражение.
Карлик по имени Дуб Сит (Черная Фея) был спрятан на дереве и убил сэра Лахлана Мора Маклейна выстрелом в глаз после того, как снял шлем.
Сэр Лахлан Мор Маклейн и около 280 его людей погибли в бою, остальные были преследованы до своих лодок, а некоторые нашли убежище в часовне Килнаве. Часовня была сожжена, в результате чего погибли все находившиеся внутри мужчины, кроме одного.
Сэр Джеймс Макдональд был серьёзно ранен, пронзив тело стрелой. Он был найден после битвы среди мертвых Макдональдов, среди которых также был Ангус МхикМуирич из Аррана. Около 30 Макдональдов были убиты и 60 ранены.
Впоследствии король Яков VI Стюарт передал земли Макдональдов клану Кэмпбелл, что привело к расширению вражды.
Правление клана Макдональдов на острове Айлей подошло к концу в 1612 году, когда Ангус Макдональд, 8-й из Даннивега, отец сэра Джеймса, продал свои земельные владения сэру Джону Кэмпбеллу из Кодора из клана Кэмпбелл из Кодора.